# Казаринова, Милица Александровна
Мили́ца Алекса́ндровна Каза́ринова (1907—1984) — советская лётчица, участница Великой Отечественной войны, начальник штаба 587-го бомбардировочного авиационного полка (позже 125-го гвардейского бомбардировочного авиационного полка).

## Биография
Родилась 26 августа 1907 года в Москве.
В 1934 году окончила 14-ю Военную школу летчиков Приволжского военного округа в городе Энгельсе Саратовской области. До сентября 1938 года служила в должностях летчика в различных частях Белорусского военного округа. В сентябре 1938 года Казаринова поступила на командный факультет Военно-воздушной академии им. Н. Е. Жуковского, с отличием окончила её в мае 1941 года и поступила в адъюнктуру академии.
После начала Великой Отечественной войны, с октября 1941 года, находилась в распоряжении Марины Расковой, принимала участие в формировании трех женских авиаполков. Затем была назначена начальником штаба 587-го БАП, находилась в этой должности до сентября 1943 года. После этого была откомандирована в распоряжение начальника Военно-воздушной академии Жуковского, где работала преподавателем и позже — старшим преподавателем кафедры тыла.
Уволена в запас в апреле 1956 года в звании полковника. Была награждена орденами Ленина, Красного Знамени (1951), двумя орденами Красной Звезды (1943, 1946) и медалями, в числе которых «За боевые заслуги». Участвовала в написании книги — «В небе фронтовом: Сборник воспоминаний и очерков» / Составители: Казаринова М. А., Полянцева А. А. / Предисловие А. Маресьева. — М.: Молодая гвардия, 1962. — 296 с.
Умерла в Москве в 1984 году и была похоронена на Преображенском кладбище рядом с сестрой — также лётчицей Тамарой Александровной Казариновой.